# Pastewnik (Basse-Silésie)
Pour les articles homonymes, voir Pastewnik.
Pastewnik est une localité polonaise de la gmina de Marciszów, située dans le powiat de Kamienna Góra en voïvodie de Basse-Silésie.